# 三方康弘
三方 康弘（みかた やすひろ）は、日本の土木工学者。大阪工業大学工学部都市デザイン工学科教授。工学博士・技術士（建設部門）。国土交通省近畿地方整備局橋梁ドクター。土木学会コンクリート委員会350コンクリート構造物の品質確保小委員会委員。日本材料学会代議員。日本コンクリート工学会キングオブコンクリート神戸大会 2018運営委員。
専門は、土木工学・材料力学（特にコンクリート工学）、建設工学、社会基盤マネジメント・測量学。

## 経歴
2002年大阪工業大学大学院工学研究科土木工学専攻博士後期課程修了、工学博士。2002年ニュージェック西日本事業本部に入社。道路保全技術センター近畿支部、海洋架橋・橋梁調査会近畿支部へ出向し、橋梁の維持管理に従事。2006年大阪工業大学工学部都市デザイン工学科に着任。同学科教授を経て、2022年同学科学科長。技術士（建設部門）。
主な所属学会は、土木学会、日本材料学会、日本コンクリート工学会、プレストレストコンクリート工学会、日本技術士会など。 主な受賞は、土木学会吉田研究奨励賞。

## 主なテクニカルアドバイザー
- 国土交通省近畿地方整備局技術スペシャリスト会議アドバイザー
- 豊中市道路橋の長寿命化検討部会[5]
- 阪神高速道路技術センターPC構造物検討委員会
- 国指定文化財 養翠園三ツ橋のコンクリート調査2018

## 主な著書
- ブルーバックスシリーズ  コンクリートなんでも小事典（共著、講談社2008、学術書）
- 図説 わかる材料（初版/第2版）（単著、学芸出版社 2009/2011、学術書）
- 建設材料実験（単著、日本材料学会2011、学術書）
- 図説 わかるメンテナンス（第2刷/第3刷）（共著、学芸出版社2015/2018、学術書)

## 主な研究
- 鉄筋コンクリートのせん断設計の合理化に関する研究
- 土木材料劣化の空間的ばらつきを考慮した構造性能評価手法の構築
- ASRにより劣化したRC柱部材の正負交番荷重下の耐荷力特性
- 火災による損傷を受けたプレテンションPCはり部材の耐荷特性とその補強効果に関する研究
- せん断補強筋のないPCはり部材のせん断耐力に及ぼすプレストレスの効果[6]

中学生・高校生向け土木工学の啓蒙活動として、模擬授業・出張講義（常翔啓光学園中学校、兵庫県立宝塚西高等学校、尼崎市立尼崎高等学校、姫路市立琴丘高等学校など）を行なっている。
また、国際交流として、マレーシア工科大学からのスタディツアー2017の受入や、日本学術振興会「アジア・アフリカ学術基盤形成事業」2010でタンザニア道路省と共に現地ダルエスサラームで舗装道路関連の現地調査・アドバイスを行なっている。